# Tyler Mane
Tyler Mane est un acteur et ancien lutteur professionnel (catcheur) canadien né le 8 décembre 1966.
Son rôle le plus célèbre est celui de Dents-de-Sabre dans X-Men.
Il tient aussi le rôle de Michael Myers dans Halloween, le remake dirigé par Rob Zombie.

## Carrière de catcheur
Tyler Mane est un lutteur Canadien qui a travaillé à la  World Championship Wrestling (WCW) sous les noms de Big Sky et Nitro.
Il commence à la WCW en 1989 sous le nom de  Nitro, garde du corps de Nancy Benoit. Il part ensuite à Puerto Rico et rejoint la World Wrestling Council. Il a aussi catché au Japon dans la All Japan Pro Wrestling et la New Japan Pro Wrestling avant de rejoindre une petite fédération américaine la Global Wrestling Federation. En 1993 il retourne à la WCW sous le nom de Big Sky, Où il est managé par Woman et Sal Conte. Il a fait équipe avec Kevin Nash, connu à ce moment-là sous le nom de Vinnie Vegas. Il se retire en 1996.

## Filmographie

### Cinéma
- 2000 : X-Men : Dents-de-Sabre
- 2001 : Joe La Crasse (Joe Dirt) : Bondi
- 2002 : Black Mask 2: City of Masks : Thorn
- 2004 : Troie : Ajax
- 2007 : Halloween : Michael Myers
- 2009 : Halloween 2 : Michael Myers
- 2019 : Chaud devant ! (Playing with Fire) d'Andy Fickman : Axe
- 2024 : Deadpool et Wolverine (Deadpool and Wolverine) de Shawn Levy : Dents-de-Sabre

### Télévision
- 2001 : Comment fabriquer un monstre (How to Make a Monster) (téléfilm) : Hardcore
- 2005 : Hercules (mini-série) : Antaeus
- 2000-2002 : Son of the Beach : Adolf Manson (2 épisodes)
- 2011-2012 : Chopper : Jeremiah Carver / Chopper (5 épisodes)
- 2021 : Jupiter's Legacy : Blackstar (5 épisodes)

## Palmarès
- Universal Wrestling Federation
  - UWF MGM Grand Championship (1 fois)